# Leneng
Leneng is een bestuurslaag in het regentschap Centraal-Lombok van de provincie West-Nusa Tenggara, Indonesië. Leneng telt 7614 inwoners (volkstelling 2010).